# Fernando Torres (actor)
Fernando Monteiro Torres (14 de noviembre de 1927 - 4 de septiembre de 2008) fue un actor y locutor brasileño , además de director y productor de televisión, cine y teatro. Estuvo casado desde 1952 con la actriz Fernanda Montenegro , con quien tuvo dos hijos: el cineasta Cláudio Torres y la actriz Fernanda Torres.
La carrera de Torres abarcó más de cinco décadas. Era mejor conocido por el público cinematográfico internacional por su papel secundario como Americo en la película de 1985, El beso de la mujer araña de Hector Babenco.

## Fallecimiento
Fernando Torres murió en su casa de Río de Janeiro de enfisema pulmonar el 4 de septiembre de 2008, a la edad de 80 años.

## Filmografía

### Cine
| Año  | Título                             | Personaje               |
| ---- | ---------------------------------- | ----------------------- |
| 1949 | A Mulher de Longe                  |                         |
| 1966 | Engraçadinha Depois dos Trinta     | Dr. Odorico             |
| 1967 | Em Busca do Tesouro                | Profesor Bertini        |
| 1967 | Jerry - a grande parada            |                         |
| 1969 | A Penúltima Donzela                | Poeta                   |
| 1969 | Golias Contra o Homem das Bolinhas | Dr. Apolônio            |
| 1971 | Matei Por Amor                     |                         |
| 1972 | Eu Transo, Ela Transa              | Guimarães               |
| 1972 | Os Inconfidentes                   | Cláudio Manoel da Costa |
| 1973 | O Descarte                         | Dr. Pedro Oliveiros     |
| 1973 | Missa do Galo                      | Meneses                 |
| 1976 | Marília e Marina                   | Pai de Júlio            |
| 1978 | Tudo Bem                           | Giacometti              |
| 1983 | Inocência                          | Cesário                 |
| 1985 | El beso de la mujer araña          | Américo                 |
| 1994 | Veja Esta Canção                   | Músico                  |
| 1997 | A Ostra e o Vento                  | Daniel                  |
| 1998 | Ação Entre Amigos                  | Hugo Assis              |
| 2004 | Redentor                           | Justo                   |